# Diablo Cody
Diablo Cody, właściwie Brook Busey (ur. 14 czerwca 1978 w Lemont) – amerykańska scenarzystka, pisarka i dziennikarka, bloggerka, zdobywczyni Oscara z 2007 za film Juno w kategorii najlepszy scenariusz oryginalny.

## Kariera
Po ukończeniu studiów dziennikarskich na Uniwersytecie Stanowym w Iowa, Diablo Cody pracowała najpierw jako sekretarka w firmie prawniczej, a następnie w dziale reklam lokalnej stacji radiowej. W 2001 roku rozpoczęła tworzenie parodii blogu opisującego życie fikcyjnej sekretarki mieszkającej na Białorusi. W 2004 wyszła za mąż za Johna Hunta. W późniejszym czasie zakładała kolejne blogi o coraz większej popularności, m.in. Darling Girl (w którym opisywała swoje życie po ślubie i przeprowadzce do Minneapolis) oraz skandalizująco-ekshibicjonistyczny Pussy Ranch.

### Striptiz
Blog Pussy Ranch powstał wkrótce po tym, gdy Diablo Cody wzięła udział w konkursie dla striptizerek, na którego reklamę natknęła się w jednym z nocnych lokali Minneapolis. Konkursu nie wygrała, jednak możliwość rozbierania się za pieniądze na scenie zafascynowała ją do tego stopnia, że porzuciła pracę i została striptizerką. Zarabiała w ten sposób przez rok, pisząc o nowych doświadczeniach w blogu Pussy Ranch. Zainteresował się nim Mason Novick, hollywoodzki producent filmowy i menedżer; według Cody, wpadł on przypadkiem na trop bloggerki wpisując do wyszukiwarki internetowej słowo pussy (pol. cipka).

### Pamiętnik
Novick został menedżerem Cody i namówił ją do wydania swoich wspomnień w postaci książki. Pamiętnik ten ukazał się w 2005 roku pod tytułem: Candy girl: a year in the life of an unlikely stripper (w Polsce książka została wydana jako Cukiereczek, czyli rok z życia nietypowej striptizerki). Pamiętnik zyskał rozgłos po wystąpieniu przez Cody w programie telewizyjnym The Late Show Davida Lettermana.

#### Porn shui
Pochodzące z pamiętnika określenie porn shui zaczęło funkcjonować niezależnie od niego i weszło do słowników współczesnego slangu. Porn shui nawiązuje do zgodnego z zasadami feng shui zasadami umeblowania pomieszczeń; oznacza taki sposób organizacji stanowiska pracy przy komputerze, by inne osoby nie mogły zobaczyć treści wyświetlanych na monitorze (w szczególności, materiałów o charakterze pornograficznym). Jeff Dawson, komentator The Sunday Times, nazwał to określenie „zwrotem na miarę XXI wieku”, za którego wprowadzenie Cody powinna być pamiętana nawet bardziej, niż za resztę swojej twórczości.

### Scenariusze filmowe

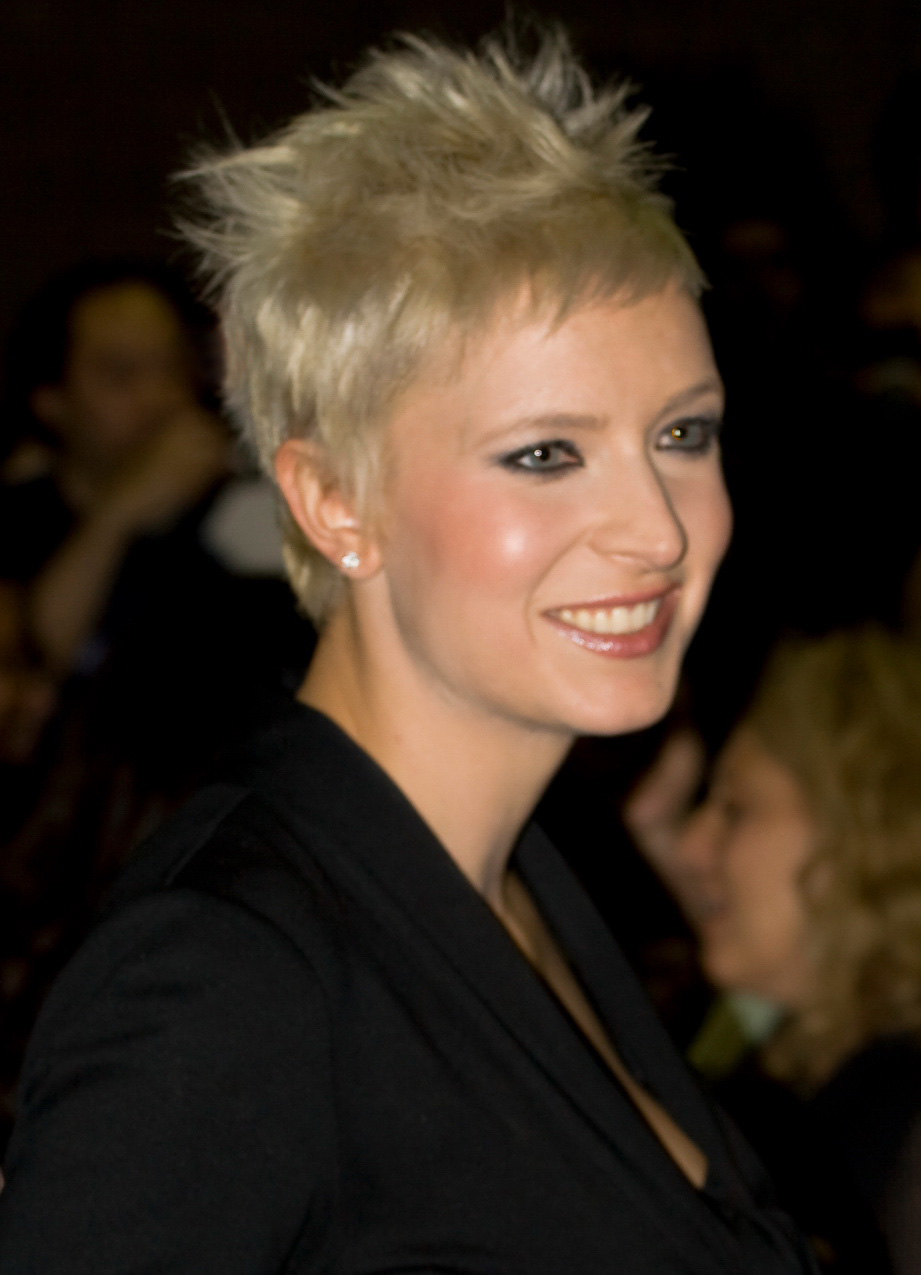
Diablo Cody na premierze swojego filmu Zabójcze ciało

Zachęcona przez Novicka, Diablo Cody rozpoczęła pracę nad tworzeniem scenariuszy filmowych. Nie mając w tej dziedzinie żadnego wykształcenia, Cody zdobyła podstawową wiedzę o pisaniu tego typu materiałów czytając scenariusze oskarowego filmu American Beauty i nominowanego do Oscara za scenariusz filmu Ghost World.

#### Juno
Jej debiutancki scenariusz do filmu Juno został nagrodzony Oscarem, zaś sam film, opisujący historię nastolatki zachodzącej w ciążę i oddającej dziecko do adopcji, wywołał debatę społeczną; został też uznany za jeden z czynników przyczyniających się do nagłego spadku liczby zabiegów aborcji i wzrostu urodzeń wśród dziewcząt w wieku poniżej 16 lat. Zjawisko to zostało określone przez tygodnik Time mianem efektu Juno, znaczenie filmu zostało również przywołane w przedwyborczej debacie telewizyjnej Sary Palin, której nieletnia córka również zaszła w ciążę i urodziła dziecko.

#### Kolejne filmy
Cody została również scenarzystką i producentem wykonawczym serialu komediowego Wszystkie wcielenia Tary produkcji Stevena Spielberga oraz autorką scenariusza filmu Zabójcze ciało, będącego połączeniem horroru i komedii. W 2010 wraz ze Steve’em Antinem napisała skrypt do filmu muzycznego Burleska.

## Filmografia
- 2011: Kobieta na skraju dojrzałości
- 2009: Zabójcze ciało
- 2008: Wszystkie wcielenia Tary
- 2007: Juno

## Nagrody i nominacje
| Rok  | Nagroda                               | Kategoria                       | Za   | Wynik     |
| ---- | ------------------------------------- | ------------------------------- | ---- | --------- |
| 2008 | Nagroda Akademii Filmowej             | Najlepszy scenariusz oryginalny | Juno | Wygrana   |
| 2008 | Złoty Glob                            | Najlepszy film                  | Juno | Nominacja |
| 2008 | Nagroda Brytyjskiej Akademii Filmowej | Najlepszy scenariusz oryginalny | Juno | Wygrana   |